# غولف القنطاوي

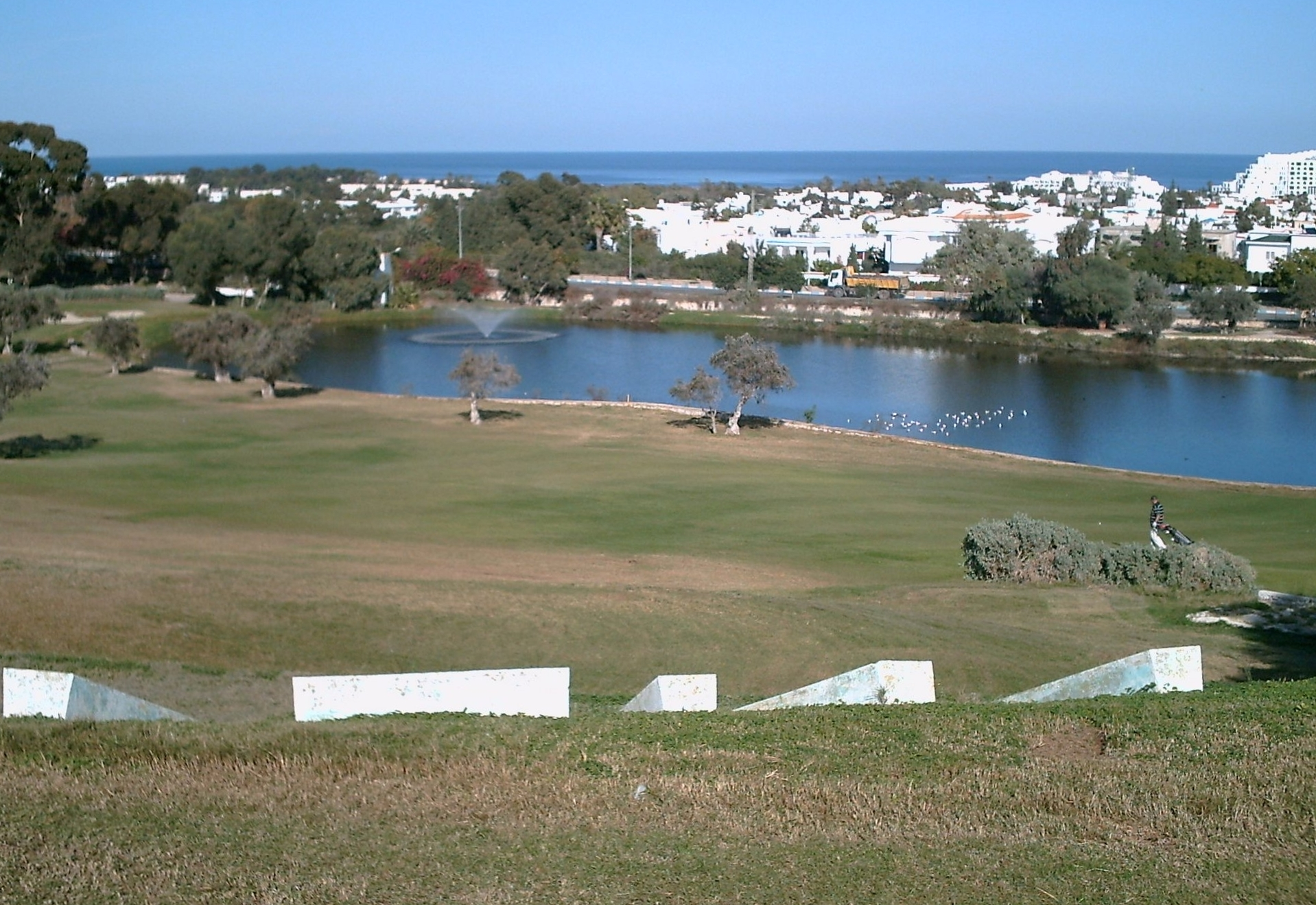
غولف القنطاوي في 2008.

غولف القنطاوي (بالفرنسية: Golf El Kantaoui)‏ هو ملعب غولف يقع في مرسى القنطاوي في سوسة في تونس. تم افتتاح الملعب في 1980، ورسم خريطة هذا الملعب المهندس الأمريكي رونالد فريم (Ronald Fream).

يتكون الملعب من 18 حفرة ويمتد على 130 هكتار.

## روابط خارجية
- الموقع الرسمي.